# 951 (szám)
A 951 (római számmal: CMLI) egy természetes szám, félprím, a 3 és a 317 szorzata.

## A szám a matematikában
A tízes számrendszerbeli 951-es a kettes számrendszerben 1110110111, a nyolcas számrendszerben 1667, a tizenhatos számrendszerben 3B7 alakban írható fel.
A 951 páratlan szám, összetett szám, azon belül félprím, kanonikus alakban a 31 · 3171 szorzattal, normálalakban a 9,51 · 102 szorzattal írható fel. Négy osztója van a természetes számok halmazán, ezek növekvő sorrendben: 1, 3, 317 és 951.
Középpontos ötszögszám.
A 951 négyzete 904 401, köbe 860 085 351, négyzetgyöke 30,83829, köbgyöke 9,83392, reciproka 0,0010515. A 951 egység sugarú kör kerülete 5975,30923 egység, területe 2 841 259,537 területegység; a 951 egység sugarú gömb térfogata 3 602 717 093,5 térfogategység.